# Klövsadelkyrka

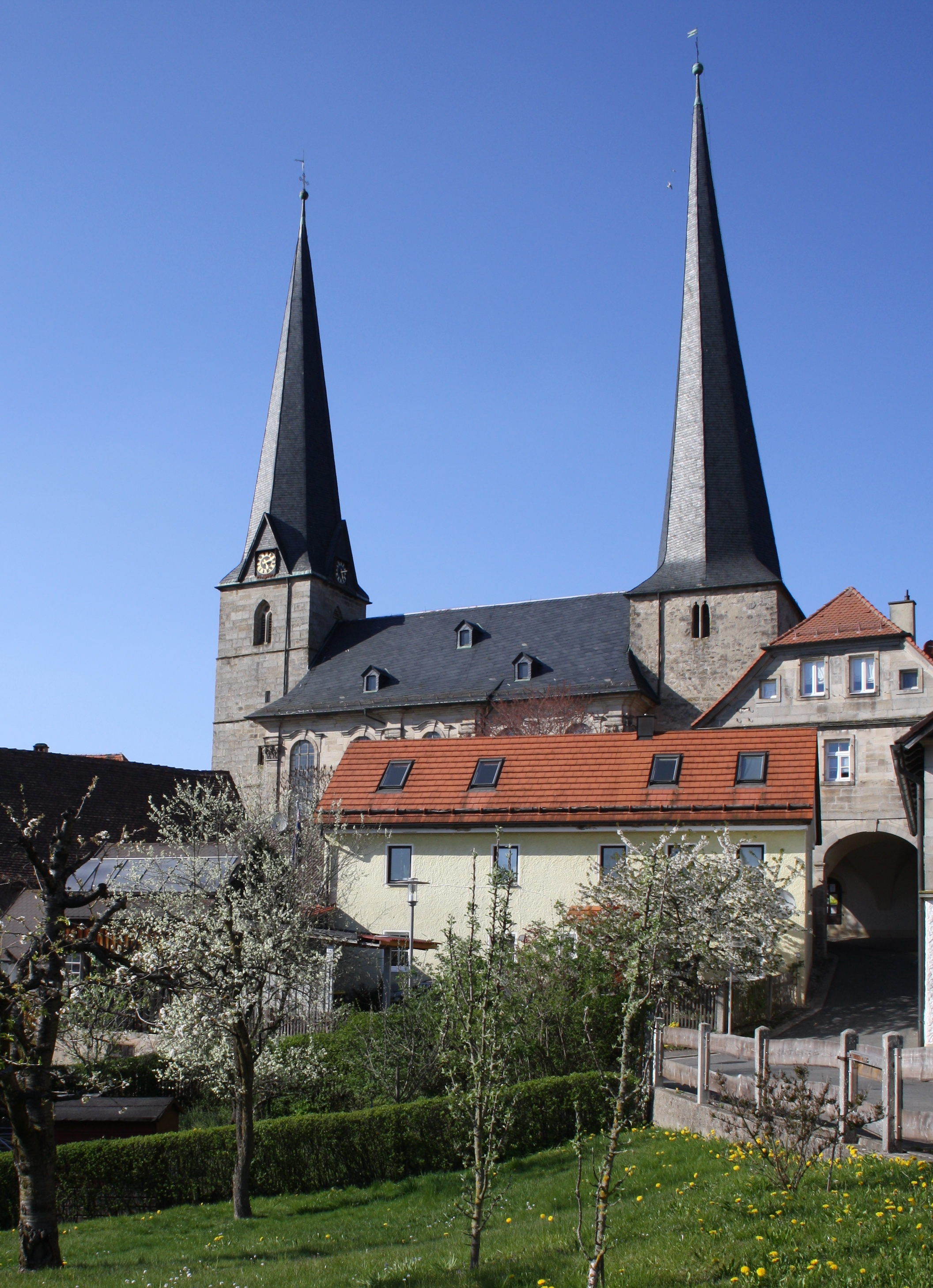
Pfarrkirche Nemmersdorf I Bayreuth är än idag en klövsadelkyrka.

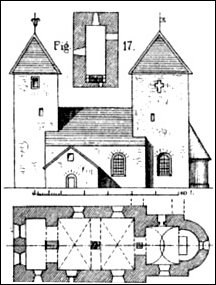
Skiss över Alböke tidigare kyrka på Öland med två torn.

Klövsadel(s)kyrka var en, främst på Öland och i Norrland förekommande, egendomlig form av romanska kyrkor med två torn, ett i öster över koret och ett, som vanligt, vid kyrkans västra del. Klövsadelkyrkan har således ett lägre mellanparti mellan två högre ändpartier Den har alltså en viss likhet med en s.k. klöv-sadel, dvs den packsadel som användes som underlag för en klövjebörda på ett lastdjur, där bördan i möjligaste mån var fördelad lika på vardera sidan av djuret.

## Medeltida klövsadelkyrkor
Medeltida klövsadelkyrkor betraktas inom forskningen som maktmanifestationer. De har i äldre studier associerats till militärt försvar, och har därför ofta beskrivits som försvarskyrkor, något som ifrågasätts av medeltidsarkeologen Mats Mogren (2000).
Klövsadelkyrkor fanns ännu in på 1800-talet i åtskilliga öländska socknar, såsom Alböke, Föra, Kastlösa, Bredsättra och Resmo. I Norrland fanns det i Styrnäs socken i Ångermanland, vilken i folkmun kallades "Byxkyrkan", i Sköns gamla kyrka i Medelpad, samt Hälsingtuna och Norrala gamla kyrkor i Hälsingland.
Hälsingtuna kyrka i Hälsingland och Persnäs kyrka på Öland har ett torn vardera (västtornen) bevarade av de från början två på dessa ursprungliga klövsadelskyrkor. Dessutom anses Sköns gamla kyrka i Medelpad (Birsta), riven på 1800-talet, ha varit en klövsadelkyrka.  Enligt en tolkning gjord på 1600-talet av Johan Bure skulle Skön ha varit en borg eller ett befäst hus som övergick till att bli kyrka.[källa behövs]  Enligt legenden skall den norrländske stormannen Fale hin unge ha huserat där.

## Bildgalleri

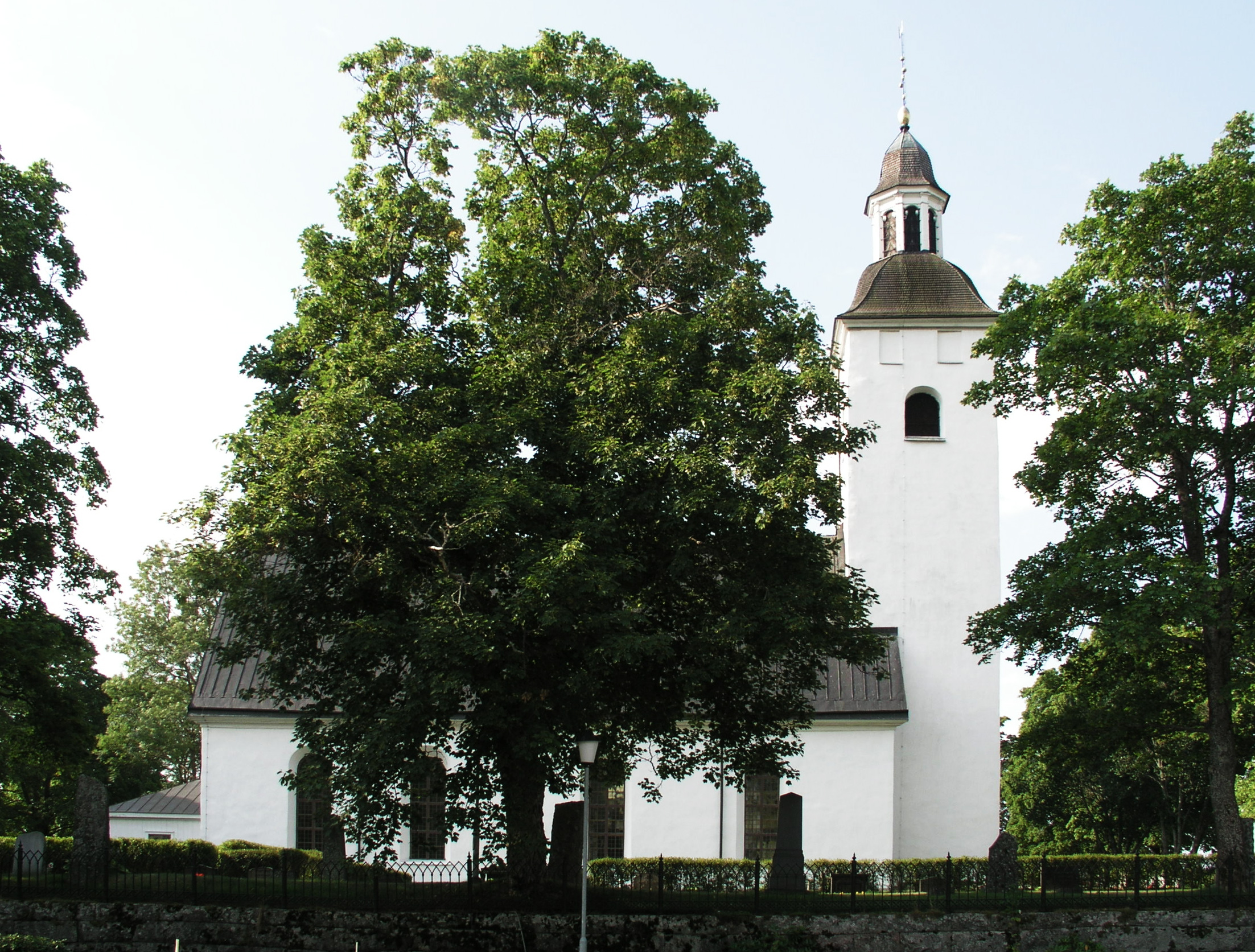
Hälsingtuna kyrka från norr med det bevarade västtornet.
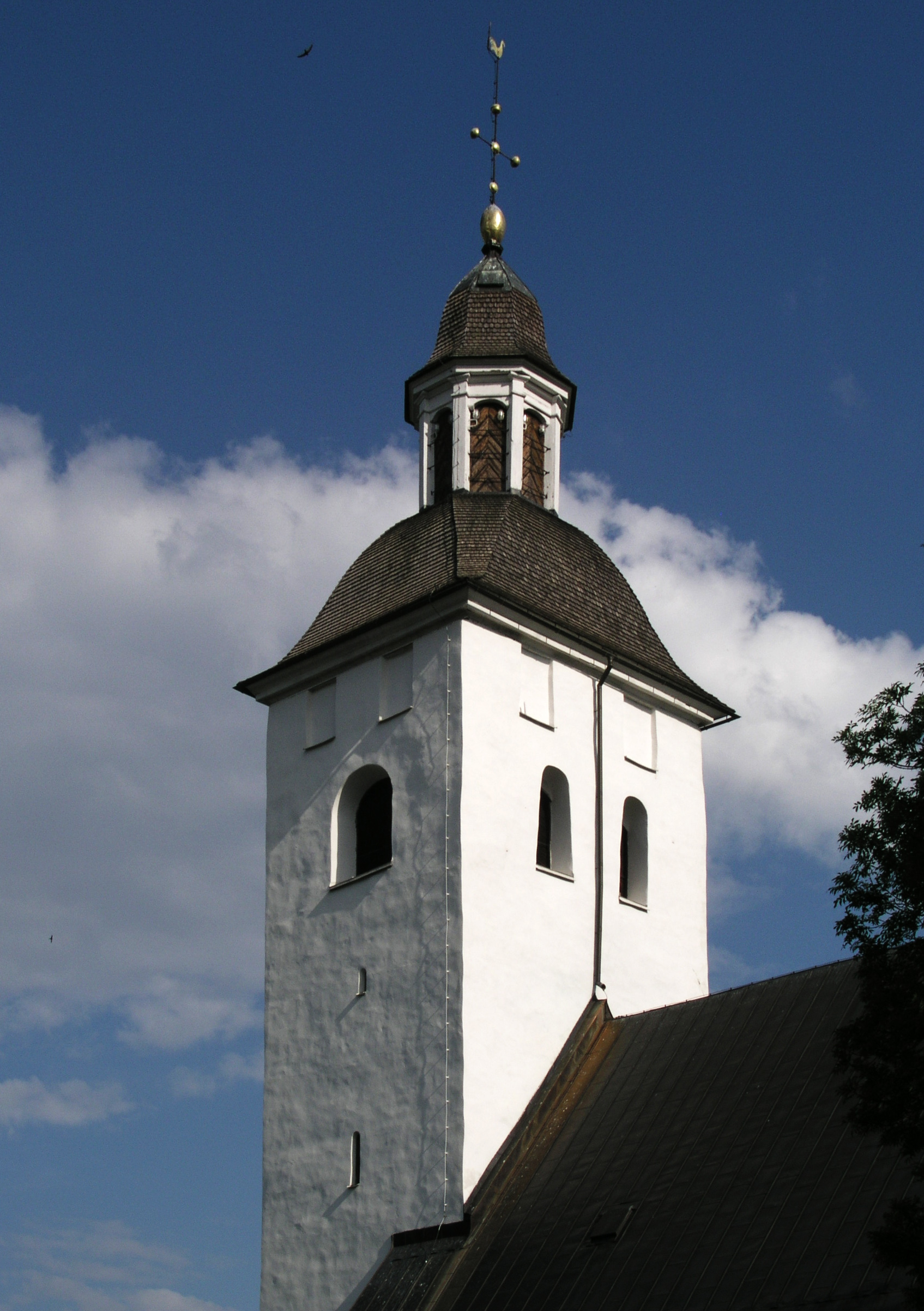
Tornet från öster på Hälsingtuna kyrka.
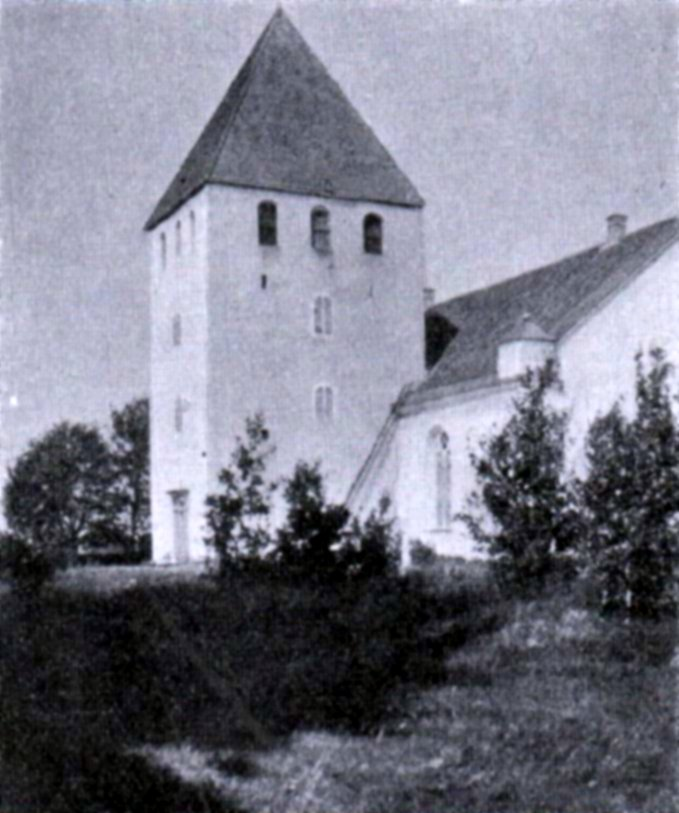
Persnäs kyrka på Öland med ett annat bevarat västtorn från en klövsadelkyrka.

### Fotnoter
1. 1 2  Grundberg, Leif (2006). Medeltid i centrum: europeisering, historieskrivning och kulturarvsbruk i norrländska kulturmiljöer; Doktorsavhandling. Kungl. Skytteanska samfundets handlingar, 0560-2416 ; 59. Studia archæologica Universitatis Umensis, 1100-7028 ; 20. Umeå: Institutionen för arkeologi och samiska studier, Umeå universitet. Libris 10261967.. ISBN 91-7264-202-5 (inb.). http://urn.kb.se/resolve?urn=urn:nbn:se:umu:diva-924, sid 103